# فرندشیپ ویلیج (مریلند)
فرندشیپ ویلیج (به انگلیسی: Friendship Village) شهری در ایالت مریلند کشور ایالات متحده آمریکا است که جمعیت آن در سرشماری سال ۲۰۱۰ میلادی، ۴٬۶۹۸ نفر بوده‌است.